# غيزيل أنسلي
غيزيل آن أنسلي، حاصلة على رتبة الإمبراطورية البريطانية (مواليد 31 مارس 1992) هي لاعبة هوكي. تلعب كمدافعة في هوفدكلاسي الهولندي لـ HGC وإنجلترا وبريطانيا العظمى للمنتخبات الوطنية.
تلقت أنسلي تعليمها في مدرسة قواعد تشورستون فيريرز، بريكسهام، ديفون. تم تعيينها عضوًا في وسام الإمبراطورية البريطانية في عام 2017 مع مرتبة الشرف للعام الجديد لخدمات الهوكي.